# جوزيف ديلاني (رسام)
جوزيف ديلاني (بالإنجليزية: Joseph Delaney)‏ هو رسام أمريكي، ولد في 1904 في نوكسفيل في الولايات المتحدة، وتوفي في 21 نوفمبر 1991.